# Bogaroš (Senta), Banatul de Nord
Bogaroš (sârbă Богараш, maghiară Bogaras) este o localitate în Districtul Banatul de Nord, Voivodina, Serbia.